# Госпитомника (Мелеузовский район)
Госпитомника (баш. ) — упразднённый посёлок в Мелеузовском районе Башкирской АССР Российской Федерации СССР. Входил в состав Араслановского сельсовета.

## История
Указом от 31 октября 1960 г. деревня Смаково и посёлок Госпитомника Араслановского сельсовета объединены в один населенный пункт Смаково.

## Географическое положение
Находится на правом берегу реки Нугуш.
Расстояние (на 1 июня 1952 года) до: 
- районного центра (Мелеуз) — 14 км;
- центра сельсовета (Смаково) — 1 км;
- ближайшей ж/д станции (Мелеуз) — 14 км.